# لین هسی یو
لین هسی یو (چینی: 林錫耀; پین‌یین: Lín Xíyào؛ زادهٔ ۲۵ دسامبر ۱۹۶۱) سیاست‌مدار اهل تایوان و به عنوان معاون نخست وزیر این کشور است.

## خلاصه زندگی
لین هسی یو تحصیلات خود را در دانشگاه ملی تایوان در رشته مهندسی عمران آغاز کرد و در سال های ۱۹۸۳ و ۱۹۹۰ مدرک کارشناسی و کارشناسی ارشد خود را در این رشته کسب کرد.

## معاون نخست وزیر
در تاریخ ۷ آوریل ۲۰۱۶، لین چوان، نخست وزیر تایوان، وی را به عنوان معاون خود معرفی کرد و لین هسی یو در ۲۰ می همان سال رسماً مشغول به کار شد .